# Paweł Yun Ji-chung
Paweł Yun Ji-chung (kor. 윤지충 바오로; ur. 1759 w Janggu-dong, Jinsan w Korei; zm. 8 grudnia 1791 w Jeonju) – koreański męczennik, błogosławiony Kościoła katolickiego.
Yun Ji-chung urodził się w szlacheckiej rodzinie w Janggu-dong w ówczesnej koreańskiej prowincji Jeolla w 1759 roku.
Pierwszy egzamin państwowy zdał wiosną 1783 roku. Mniej więcej w tym czasie poznał wiarę katolicką od swojego krewnego Jana Jeong Yak-yong, który był synem siostry jego ojca. Został ochrzczony w 1787 roku przez Piotra Yi Seung-hun.
Paweł Yun Ji-chung uczył katechizmu swoją matkę, młodszego brata Yun Ji-heon oraz syna siostry matki Kwon Sang-yeon i doprowadził do przyjęcia przez nich wiary katolickiej. Próbował głosić naukę Ewangelii razem ze swoim powinowatym Augustynem Yu Hang-geom.
Po wydaniu przez wikariusza apostolskiego Pekinu Alexandre de Gouvea dekretu zakazującego obrzędów kultu przodków w 1790 r. Paweł Yun Ji-chung razem ze swoim kuzynem Jakubem Kwon Sang-yeon spalili tabliczkę przodka. Po śmierci matki latem następnego roku Paweł Yun Ji-chung dokonał ceremonii pogrzebowej – zgodnie z jej życzeniem – według obrzędu katolickiego, a nie konfucjańskiego. Wkrótce po tym rozeszła się wieść, że Paweł Yun Ji-chung nie przestrzega rytuałów pogrzebowych związanych z kultem przodków oraz że spalił tabliczkę przodka. Wywołało to wściekłość na dworze królewskim. Wydano rozkaz aresztowania Pawła Yun Ji-chung oraz Jakuba Kwon Sang-yeon. Na wieść o tym ukryli się oni w prowincji Chungcheong, Paweł Yun Ji-chung w Gwangchoen, a Jakub Kwon Sang-yeon w Hansan. W związku z tym zamiast nich aresztowano wuja Pawła Yun Ji-chung. Gdy dowiedzieli się o tym Paweł Yun Ji-chung i Jakub Kwon Sang-yeon sami oddali się w ręce władz około połowy października 1791 r. Początkowo próbowano namówić ich do wyrzeczenia się wiary. W związku z odmową zostali przekazani do biura gubernatora Jeonju, gdzie próbowano bezskutecznie różnymi sposobami (w tym torturami) zmusić ich do zdradzenia nazwisk innych katolików oraz wyrzeczenia się wiary. Gubernator wysłał o tym sprawozdanie na dwór królewski, gdzie ministrowie zdecydowali, że obaj katolicy powinni zostać straceni, na co następnie zgodę wydał król. Zaraz po dotarciu wyroku do Jeonju Paweł Yun Ji-chung i Jakub Kwon Sang-yeon zostali zabrani za południową bramę miasta i ścięci 8 grudnia 1791 roku.
Franciszek Yun Ji-heon, młodszy brat Pawła Yun Ji-chung, został również męczennikiem z powodu wiary w 1801 roku.
PawłaYun Ji-chung beatyfikował papież Franciszek 16 sierpnia 2014 roku w grupie 124 męczenników koreańskich.
Wspominany jest 31 maja z grupą 124 męczenników koreańskich.